# Bathophilus abarbatus
Bathophilus abarbatus — вид голкоротоподібних риб родини стомієвих (Stomiidae).

## Поширення
Вид поширений на півдні Тихого океану на глибині до 230 м.